# مخيط (جنس)
السبستان أو الدبق أو المُخَّيْط أو طنب (الاسم العلمي: Cordia) جنس من النباتات يتبع الفصيلة الحمحمية من طبقة النجمياوايات.

## تسميات
دباقة ودبق ومخيطة ومخيط ومخيطا ومكساس ومقساس ودبكر ودبك وبنبر وباتيار وطنب وغراف وقمبيل وكورديا.

## من أنواعهالواطنةفيالوطن العربي
- السبستان الصيني: في بلاد الشام ومصر والمغرب العربي